# Cyperia angolica
Cyperia angolica är en insektsart som beskrevs av De Lotto 1977. Cyperia angolica ingår i släktet Cyperia och familjen ullsköldlöss.
Artens utbredningsområde är Angola. Inga underarter finns listade i Catalogue of Life.